# 比肯高地
比肯高地（英語：Beacon Heights）是南極洲的高地，位於維多利亞地的斯科特海岸，處於夸特梅因山脈，最高點海拔高度2,345米，由英國探險隊的地質學家命名，現時由南極條約體系管理。